# Hypokeimenon
Hypokeimenon (altgriechisch ὑποκείμενον hypokeímenon; lateinisch subiectum oder substratum ‚die Unterlage‘, ‚das Zugrundeliegende‘, ‚der Träger‘) ist ein Begriff aus der antiken griechischen Philosophie.
Erstmals findet sich dieser Begriff bei Anaximander und Anaximenes, aber auch bei Demokrit. Sein volles Spektrum entfaltet der Begriff noch nicht bei Platon, sondern erst bei Aristoteles (vor allem in der Kategorienschrift).
Bei Aristoteles bezeichnet hypokeimenon dasjenige, von dem etwas ausgesagt wird, weil es als das Zugrundeliegende – als Substrat oder Subjekt – im Wechsel der Zustände beharrt. Vom hypokeimenon wird alles übrige ausgesagt, es selbst wird aber nicht von einem anderen ausgesagt. Das hypokeimenon ist an sich gänzlich frei von allen Bestimmungen (Eigenschaften). Wegen seiner eigenen Eigenschaftslosigkeit ist es geeignet, Träger von unterschiedlichen hinzutretenden Eigenschaften zu sein. Substrat ist insbesondere die bestimmungslose Materie, die wechselnde Formen aufnimmt.
Das griechische Wort hypokeimenon hat Boethius mit subiectum ins Lateinische übersetzt. Das lateinische subiectum wurde ursprünglich als beständig anwesendes Ding verstanden (auch das Satz-Subjekt in der Grammatik). Erst durch den französischen Philosophen René Descartes wurde es auf das Ich bezogen, das für ihn zur unbezweifelbaren Grundlage alles weiteren Wissens wurde.